# George II (roi de Grande-Bretagne)
Pour les articles homonymes, voir Georges II et Georges de Grande-Bretagne.
George II (né Georg August ; Hanovre, 9 novembre 1683 – 25 octobre 1760, Londres) fut roi de Grande-Bretagne, duc de Brunswick-Lunebourg (Hanovre) et prince-électeur du Saint-Empire romain germanique du 22 juin 1727 à sa mort.
George II fut le dernier monarque britannique né hors de Grande-Bretagne puisqu'il était né et avait grandi à Hanovre. En 1701, sa grand-mère, Sophie de Hanovre, devint la seconde dans l'ordre de succession au trône britannique après l'exclusion d'environ cinquante héritiers catholiques du fait de l'acte d'Établissement de 1701 qui réservait la succession aux protestants. Après les morts de Sophie et d'Anne de Grande-Bretagne, son père George Ier, électeur de Hanovre, accéda au trône. Dans les premières années du règne de son père, George était associé aux politiciens de l'opposition jusqu'à ce que ces derniers rejoignent le parti au pouvoir en 1720.
Devenu roi en 1727, George II influa peu sur la politique intérieure du pays qui était largement contrôlée par le Parlement de Grande-Bretagne. En tant qu'électeur, il passa douze étés au Hanovre où il disposait d'un plus grand contrôle sur la politique gouvernementale. Durant la guerre de Succession d'Autriche, George participa à la bataille de Dettingen en 1743, devenant ainsi le dernier monarque britannique à mener une armée au combat. En 1745, les partisans du prétendant catholique au trône, Jacques François Stuart, tentèrent de le renverser lors de la dernière révolte jacobite. George II avait des relations difficiles avec son fils aîné, Frédéric, qui soutenait l'opposition parlementaire. Frédéric mourut soudainement en 1751 et c'est le fils de ce dernier qui devint l'héritier au trône, puis finalement roi en 1760 sous le nom de George III.
Jusqu'au milieu du XXe siècle, les études historiques considéraient George II avec dédain du fait de ses maîtresses, de son impatience et de sa muflerie. Depuis lors, certains historiens ont réévalué son héritage et concluent qu'il avait eu une certaine influence dans la politique étrangère et les nominations militaires.

## Jeunesse

Le jeune George représenté avec sa mère, Sophie-Dorothée de Brunswick-Lunebourg et sa sœur Sophie-Dorothée de Hanovre, vers 1691.

George est né en 1683 dans la ville de Hanovre en actuelle Allemagne — il est ainsi le dernier roi britannique à être né hors du royaume. Il est le fils de George Louis, prince héréditaire de Brunswick-Lüneburg (par la suite George Ier (roi de Grande-Bretagne)) et de son épouse Sophie-Dorothée de Brunswick-Lunebourg. Les deux parents de George commirent l'adultère et en 1694 leur mariage fut dissous sous prétexte que Sophie avait abandonné son mari. Elle fut confinée au château d'Ahlden et se vit refuser l'accès à ses deux enfants, George et sa sœur Sophie-Dorothée de Hanovre, qu'elle ne revit probablement jamais.
Jusqu'à l'âge de quatre ans, George parlait uniquement en français, la langue de la diplomatie à la Cour, mais il apprit également l'allemand avec l'un de ses tuteurs, Johann Hilmar Holstein. Il reçut des cours d'anglais et d'italien et il étudia la généalogie, l'histoire et les tactiques militaires avec un intérêt particulier.
En 1702, Anne Stuart monta sur les trônes d'Angleterre, d'Écosse et d'Irlande. Aucun de ses enfants ne survécut et d'après l'Acte d'établissement, le Parlement d'Angleterre désigna la protestante la plus proche dans sa famille, la grand-mère de George, Sophie et ses descendants, comme héritiers d'Anne dans les royaumes d'Angleterre et d'Irlande. Jacques François Stuart, à qui sa sœur aurait proposé le trône à condition d'accepter la confession anglicane, refusa. Par conséquent, après sa grand-mère et son père, George était le troisième dans l'ordre de succession pour succéder à Anne dans l'un des deux royaumes. Il fut naturalisé anglais en 1705 et devint chevalier de la Jarretière en 1706, ainsi que duc et marquis de Cambridge, comte de Milford Haven, vicomte de Northallerton et baron de Tewkesbury dans la pairie d'Angleterre. L'Angleterre et l'Écosse unirent leurs parlements en 1707 pour former le royaume de Grande-Bretagne, et acceptèrent conjointement la succession établie par l'Acte d'établissement.

## Mariage
Le père de George ne voulait pas que son fils soit impliqué dans un mariage arrangé sans amour comme cela avait été son cas et il voulait que son fils ait l'opportunité de rencontrer sa fiancée avant que les arrangements ne soient faits. Les négociations à partir de 1702 pour la main de la princesse Edwige-Sophie de Suède, duchesse douairière et régente d'Holstein-Gottorp n'aboutirent pas. En juin 1705, sous le faux nom de « Monsieur de Busch », George visita la cour d'Ansbach dans sa résidence d'été à Triesdorf pour étudier incognito une possibilité de mariage : Caroline d'Ansbach, adoptée par sa tante Sophie-Charlotte de Hanovre. L'émissaire anglais au Hanovre, Edmund Poley, rapporta que George était tellement pris par « la bonne impression qu'il avait d'elle qu'il ne penserait à personne d'autre ». Un contrat de mariage fut conclu à la fin du mois de juillet et le 2 septembre, Caroline arriva à Hanovre pour son mariage qui eut lieu le soir même à la chapelle de Herrenhausen.
George souhaitait participer à la guerre contre la France dans les Flandres mais son père refusa son entrée dans l'armée à un poste actif jusqu'à ce qu'il ait un fils et un héritier. Au début de l'année 1707, les espoirs de George furent comblés lorsque Caroline donna naissance à un fils, Frédéric. En juillet, Caroline contracta la variole et tomba gravement malade. George fut également atteint car il était resté constamment à ses côtés; ils se rétablirent tous deux. En 1708, George participa à la bataille d'Audenarde à l'avant-garde de la cavalerie hanovrienne ; son cheval et un colonel juste derrière lui furent tués mais George ne fut pas blessé. Le commandant britannique, le duc de Marlborough, écrivit que George « s'était particulièrement distingué en chargeant en tête et en galvanisant par son exemple les troupes [du Hanovre] qui jouèrent un rôle important dans cette belle victoire ». Entre 1709 et 1713, George et Caroline eurent trois autres enfants, toutes des filles : Anne, Amélie et Caroline.
En 1714, la santé de la reine Anne commença à décliner et les politiciens whigs, qui soutenaient la succession du Hanovre, considérèrent qu'il serait plus prudent que l'un des héritiers vive en Angleterre pour assurer la succession protestante à la mort d'Anne. Comme George était un pair du royaume (en tant que duc de Cambridge), il fut suggéré qu'il soit convoqué au Parlement pour qu'il siège à la Chambre des lords. Anne et le père de George refusèrent de soutenir ce plan bien que George, Caroline et Sophie y soient favorables. George ne se rendit pas en Angleterre et moins d'un an plus tard, Sophie et Anne étaient mortes et le père de George était devenu roi sous le nom de George Ier.

## Prince de Galles

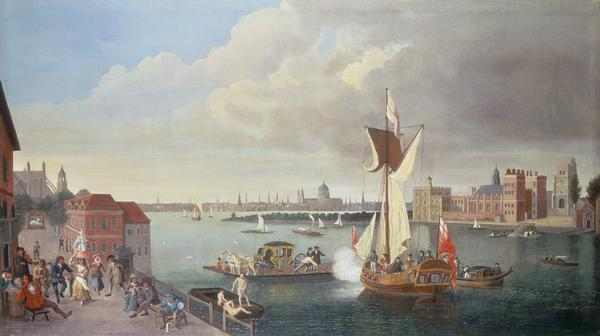
Londres dans les années 1710.

### Héritier du trône
George et son père se rendirent en Angleterre depuis La Haye le 27 septembre et arrivèrent à Greenwich deux jours plus tard. Le jour suivant, ils entrèrent formellement dans Londres lors d'une cérémonie. George reçut le titre de prince de Galles. Caroline suivit son époux en Angleterre en octobre avec leurs filles tandis que Frédéric restait dans le Hanovre pour être élevé par des tuteurs privés. Londres était un environnement complètement nouveau pour George car la ville était cinquante fois plus grande que Hanovre et la population était estimée à environ 1,5 million de personnes. George courtisa la population avec des expressions louant les Anglais et déclara qu'il n'avait pas une goutte de sang qui n'était pas anglaise.
En juillet 1716, le roi retourna au Hanovre pour six mois et George reçut des pouvoirs limités, en tant que « Gardien et Lieutenant du Royaume », pour gouverner pendant l'absence de son père. Il réalisa une entrée royale à Chichester, Havant, Portsmouth et Guildford dans le sud de l'Angleterre. Des spectateurs furent autorisés à le voir dîner en public au château de Hampton Court et une tentative d'assassinat ratée au théâtre royal de Drury Lane accrut sa popularité.
Son père se méfiait ou était jaloux de la popularité de George, ce qui contribua aux mauvaises relations entre les deux hommes. La naissance du second fils de George, George William, en 1717 fut le catalyseur d'une querelle familiale ; le roi, suivant la coutume, choisit le lord-chambellan, le duc de Newcastle Thomas Pelham-Holles, comme l'un des parrains de l'enfant mais fut ulcéré quand son fils, qui n'appréciait pas Pelham-Holles, insulta le duc au baptême, ce que ce dernier interpréta comme une demande de duel. George et Caroline furent temporairement confinés dans leurs appartements sur ordre du roi, avant d'être bannis de la résidence royale du palais St. James. Le prince et la princesse de Galles quittèrent la cour mais leurs enfants restaient sous la garde du roi.
Leurs enfants manquaient à George et Caroline et ils cherchèrent désespérément à les revoir. À une occasion ils se rendirent au palais sans l'accord du roi et furent repoussés ; Caroline s'évanouit et George « cria comme un enfant ». Le roi revint partiellement sur sa décision et autorisa une visite hebdomadaire même si par la suite Caroline eut un accès illimité. En février, George William mourut avec son père à ses côtés.
Banni du palais et évité par son propre père, le prince de Galles se rapprocha de l'opposition aux politiques du roi qui incluaient des mesures visant à accroître les libertés religieuses en Grande-Bretagne et à étendre les territoires allemands du Hanovre aux dépens de la Suède. Sa nouvelle résidence londonienne de Leicester House devint un lieu de réunion des opposants à son père, dont Robert Walpole et Charles Townshend qui avaient quitté le gouvernement en 1717.
Le roi se rendit au Hanovre de mai à novembre 1719. Au lieu de nommer George gardien du royaume, il établit un conseil de régence. En 1720, Walpole encouragea le roi et son fils à se réconcilier pour le bien de l'unité publique, ce qu'ils firent à contrecœur. Walpole et Townshend reprirent leurs postes officiels et rejoignirent leurs ministères. George fut rapidement déçu par les termes de la réconciliation ; ses trois filles qui étaient sous la garde du roi ne lui furent pas rendues et il était toujours privé de la régence lors des absences du roi. Il en vint à croire que Walpole l'avait trompé afin de revenir au pouvoir. Au cours des années suivantes, lui et Caroline vécurent tranquillement et évitèrent toute activité politique. Ils avaient eu trois autres enfants : William, Marie et Louise qui furent élevés à la Leicester House et à la Richmond Lodge, la résidence d'été de George.
En 1721, le désastre économique de la Compagnie des mers du Sud permit à Walpole d'atteindre le sommet du gouvernement. Walpole et son parti whig dominaient la politique car le roi craignait que les tories ne soutiennent pas l'ordre de succession établit par l'Acte d'établissement. Le pouvoir des whigs était si grand qu'ils évincèrent les tories du pouvoir durant un demi-siècle.

## Roi de Grande-Bretagne

### Avènement au trône

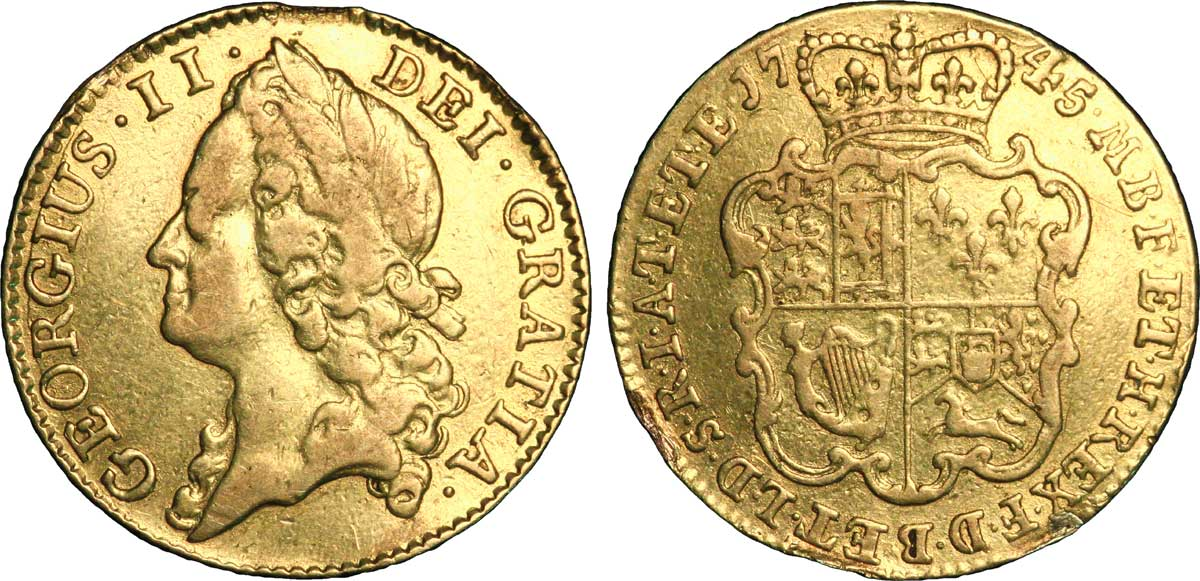
Une guinée en or à l'effigie de Georges II, 1747.
Description revers : Écu festonné et couronné écartelé au 1 parti d'Angleterre et d'Écosse, au 2 de France, au 3 d'Irlande, au 4 tranché de Brunswick et de Lunebourg.
Traduction revers : (Roi de Grande-Bretagne, de France et d'Irlande, défenseur de la Foi, duc de Brunswick et Lunebourg, archi-trésorier et électeur du Saint-Empire).

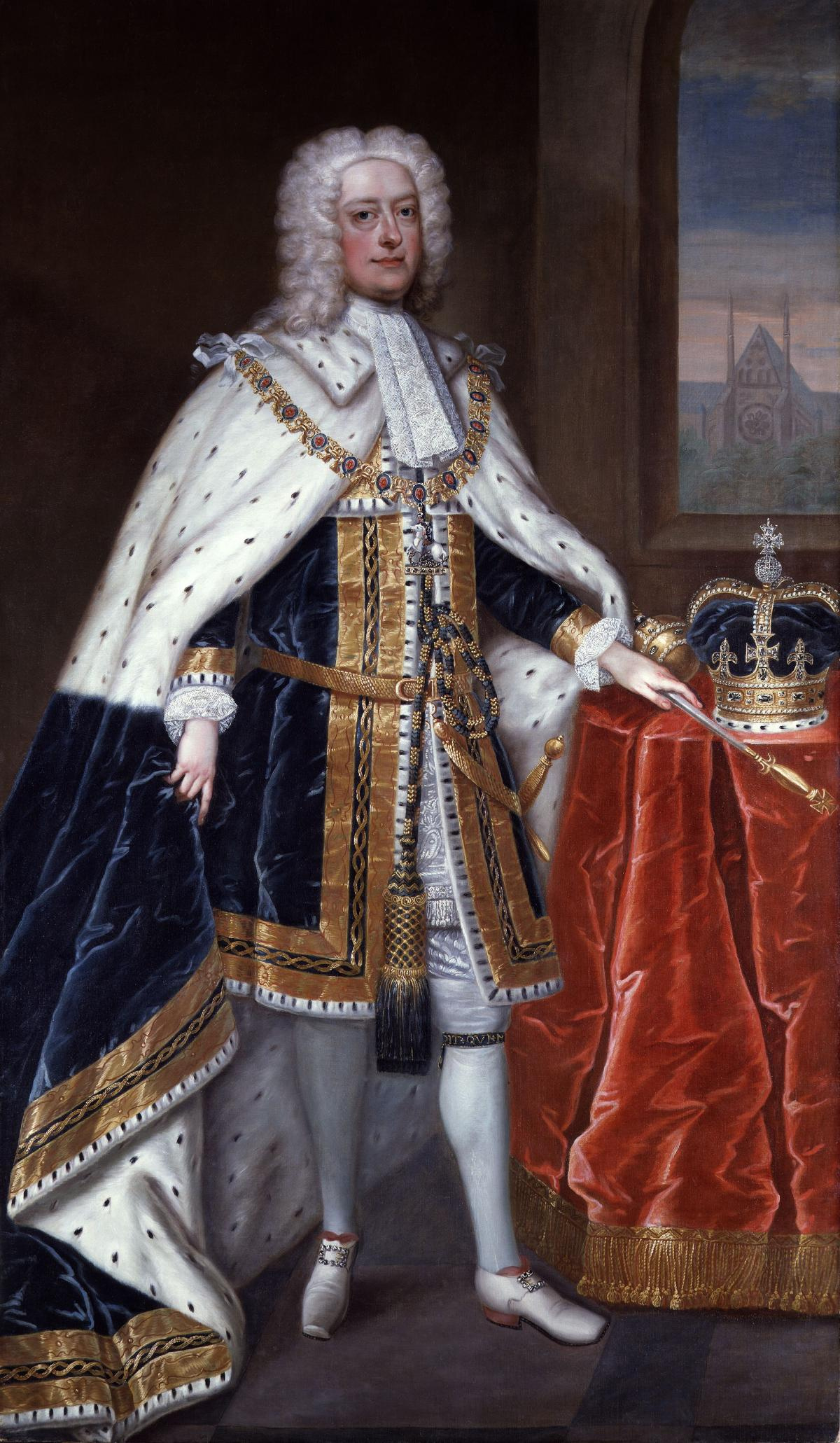
Portrait réalisé par Charles Jervas vers 1727

George Ier mourut lors d'une visite dans le Hanovre le 22 juin 1727, et son fils devint roi de Grande-Bretagne et électeur de Hanovre sous le nom de George II à l'âge de 43 ans. George II décida de ne pas se rendre aux funérailles de son père en Allemagne, ce qui fut salué par les Anglais qui considéraient ce choix comme une preuve d'affection du nouveau roi pour l'Angleterre. Il étouffa le testament de son père, car il prévoyait de diviser les territoires de Hanovre entre les petits-enfants de George II plutôt que de conserver tous les domaines (britanniques et hanovriens) entre les mains d'une seule personne. Les ministres britanniques et hanovriens considérèrent cette loi comme illégale, car le roi n'avait pas le pouvoir légal de déterminer personnellement la succession. Certains avancent que George II aurait caché le testament pour éviter de payer l'héritage de son père.

### Couronnement
George II fut couronné dans l'abbaye de Westminster le 22 octobre 1727. Le compositeur Georg Friedrich Haendel écrivit quatre nouveaux hymnes pour la cérémonie, dont Zadok the Priest qui fut joué lors de tous les couronnements depuis.

### Début de règne
L'opinion générale était que George II allait renvoyer le Premier ministre Robert Walpole, qui l'avait trahi en rejoignant le gouvernement de son père, et le remplacer par Spencer Compton. George II demanda à Compton, plutôt qu'à Walpole, de rédiger son premier discours, mais celui-ci demanda à Walpole de lui faire un brouillon. La reine Caroline conseilla à son époux de conserver Walpole, qui continuait de gagner les faveurs royales en obtenant une généreuse liste civile (le montant annuel fixé par le parlement pour les dépenses du roi) de 800 000 £ (1,5 milliard de livres de 2011). Walpole commandait aussi une majorité confortable au Parlement et George ne pouvait le congédier sans risquer de provoquer une instabilité ministérielle,. Compton fut toutefois en 1730, l'année suivante, élevé au rang et titré comte de Wilmington.
Walpole gérait la politique intérieure et après la démission de son beau-frère Townshend en 1730, il contrôla également la politique étrangère du pays. Les historiens considèrent généralement que George II jouait un rôle honorifique en Grande-Bretagne et qu'il suivait de près les conseils de Walpole et des ministres qui prenaient les décisions importantes. Bien que le roi souhaitait une guerre en Europe, ses ministres étaient plus prudents. La guerre anglo-espagnole arrivait à son terme et George pressa sans succès Walpole pour rejoindre la guerre de Succession de Pologne aux côtés des États allemands. En avril 1733, Walpole retira une loi d'accise impopulaire qui avait généré une importante opposition au sein même de son parti. George II apporta son soutien au Premier ministre en retirant les titres de cour des opposants à la loi.

### Problèmes familiaux

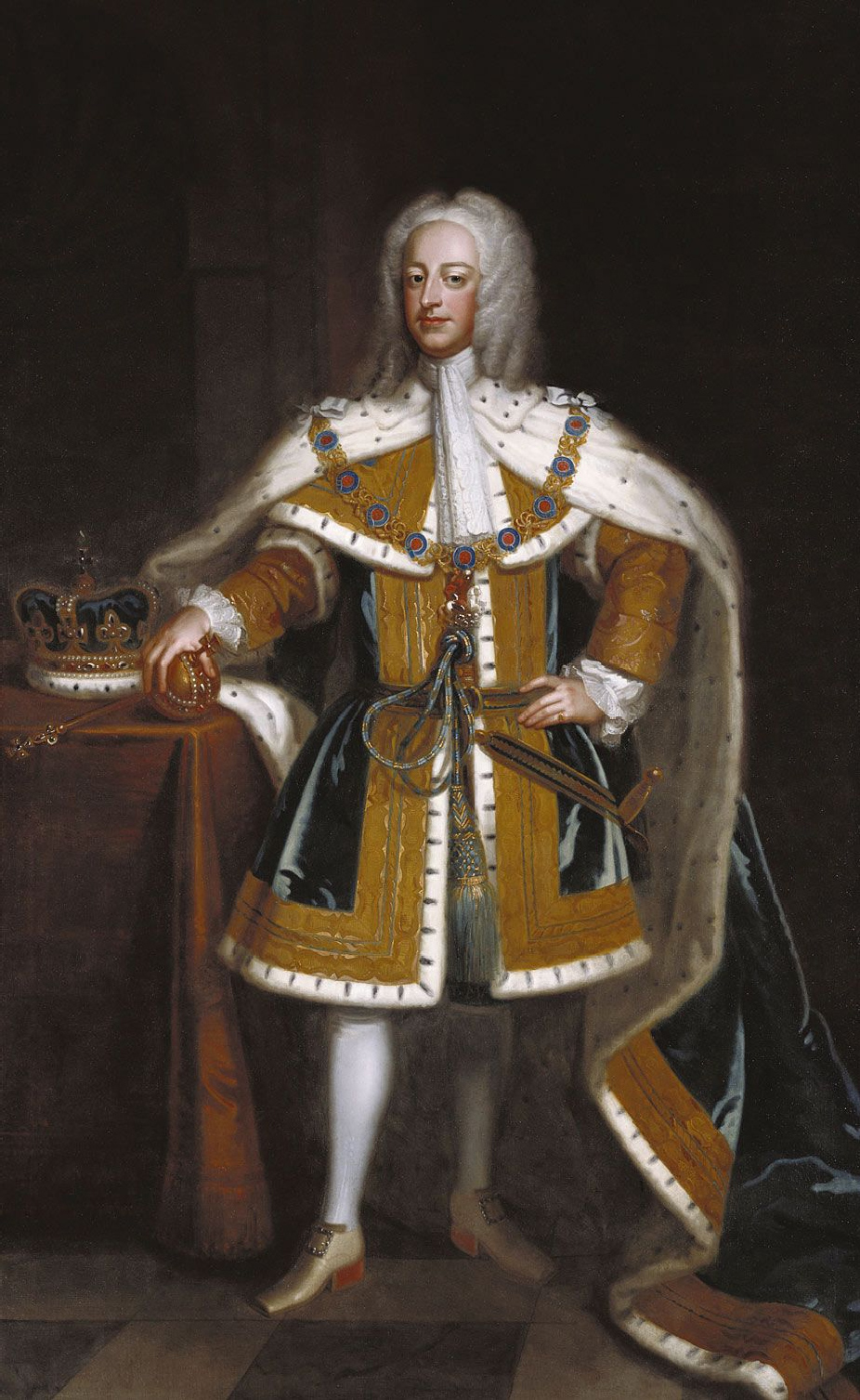
Portrait réalisé par Enoch Seeman vers 1730

Les relations entre George II et son fils et héritier, Frédéric de Galles, se détériorèrent durant les années 1730. Frédéric avait été laissé en Allemagne lorsque ses parents étaient venus en Angleterre et il ne les avait pas vus pendant 14 ans. En 1728, il arriva en Angleterre et devint rapidement une figure de l'opposition politique. Lorsque George II visita le Hanovre durant les étés 1729, 1732 et 1735, il laissa la régence à un conseil plutôt qu'à son fils. Dans le même temps, la rivalité entre George II et son beau-frère Frédéric-Guillaume de Prusse entraîna des tensions le long de la frontière entre le Hanovre et la Prusse, et celles-ci débouchèrent sur la mobilisation des troupes et la proposition d'un duel entre les deux monarques. Les négociations sur un mariage entre le prince de Galles et la fille de Frédéric-Guillaume Ier, Wilhelmine, s'éternisèrent sur plusieurs années mais aucun camp n'acceptait les conditions de l'autre et l'idée fut abandonnée. À la place, le prince épousa Augusta de Saxe-Gotha-Altenbourg en avril 1736.
En mai 1736, George retourna au Hanovre, ce qui causa une baisse de sa popularité en Angleterre ; une note satirique critiquant son absence fut même affichée sur les portes du palais St. James : « Perdu ou égaré, un homme a abandonné une épouse et six enfants à la générosité populaire ». Le roi se prépara à rentrer en dépit du mauvais temps du mois de décembre ; lorsque son navire fut pris dans une tempête, les rumeurs avancèrent que le roi s'était noyé. Finalement, il revint en Angleterre en janvier 1737. Rapidement il tomba malade et souffrit d'hémorroïdes et de fièvres qui le clouèrent au lit. Le prince de Galles fit circuler l'idée que le roi était mourant et George II insista pour participer à un événement social et ainsi faire taire les rumeurs.
Lorsque le prince de Galles se présenta devant le Parlement pour obtenir un accroissement de son indemnité, une dispute ouverte éclata. Le roi, qui avait une réputation d'avarice offrit un accord privé mais Frédéric refusa. Le Parlement s'opposa à cette demande mais George accrut néanmoins l'indemnité de son fils à contrecœur sur les conseils de Walpole. Les frictions continuèrent quand Frédéric exclut le roi et la reine de la naissance de sa fille en juillet 1737 en mettant son épouse, en train d'accoucher, dans une diligence au milieu de la nuit. George le bannit lui et sa famille de la cour royale de la même manière que son propre père l'avait fait, mais il autorisa Frédéric à conserver la garde de ses enfants.
Peu après le bannissement de son fils, l'épouse de George II, Caroline, mourut le 20 novembre 1737. Il fut profondément affecté par sa mort et à la surprise de beaucoup, il montra « une tendresse dont le monde le croyait profondément incapable ». Sur son lit de mort, elle dit à son mari en larmes de se marier, ce à quoi il répondit (en français) « Non, j'aurai des maîtresses! ». Il était de notoriété publique que George II avait déjà des maîtresses durant son mariage et il tenait Caroline informé de cette situation. Henriette Howard, par la suite comtesse de Suffolk, avait émigré au Hanovre avec son mari durant le règne de la reine Anne et elle avait été l'une des dames de chambre de Caroline. Elle était la maîtresse de George avant le couronnement depuis le début des années 1710 et le resta jusqu'en novembre 1734. Elle fut suivie par Amélie von Wallmoden, par la suite comtesse de Yarmouth, avec qui George II eut un enfant illégitime, Johann Ludwig von Wallmoden. Ce dernier était né alors qu'Amélie était encore mariée et George ne reconnut pas publiquement l'enfant.

### Guerre et rébellion
Contre la volonté de Walpole, George II fit entrer la Grande-Bretagne dans la guerre de l'oreille de Jenkins avec l'Espagne en 1739. Ce conflit poussa la Grande-Bretagne dans la guerre de Succession d'Autriche, une importante guerre européenne déclenchée par la mort de l'empereur du Saint-Empire Charles VI en 1740. La question portait sur le droit de sa fille, Marie-Thérèse, à hériter des territoires autrichiens. Georges II passa les étés 1740 et 1741 dans le Hanovre où il était plus à même d'intervenir dans les affaires européennes du fait de son titre d'électeur.
Le prince Frédéric fit activement campagne pour l'opposition lors des élections générales de 1741 et Walpole ne put rassembler une majorité stable. Le Premier ministre tenta d'acheter le soutien du prince avec la promesse d'une indemnité augmentée et offrit de payer ses dettes, mais Frédéric refusa. Du fait de l'érosion de ses soutiens, Walpole se retira en 1742 après plus de vingt ans au poste de Premier ministre. Il fut remplacé par Spencer Compton, que George II avait envisagé pour le poste en 1727. Ce dernier n'était cependant qu'un homme de paille ; le véritable pouvoir était entre les mains d'autres personnes comme John Carteret, le ministre préféré du souverain. À la mort de Compton en 1743, Henry Pelham prit sa place à la tête du gouvernement.

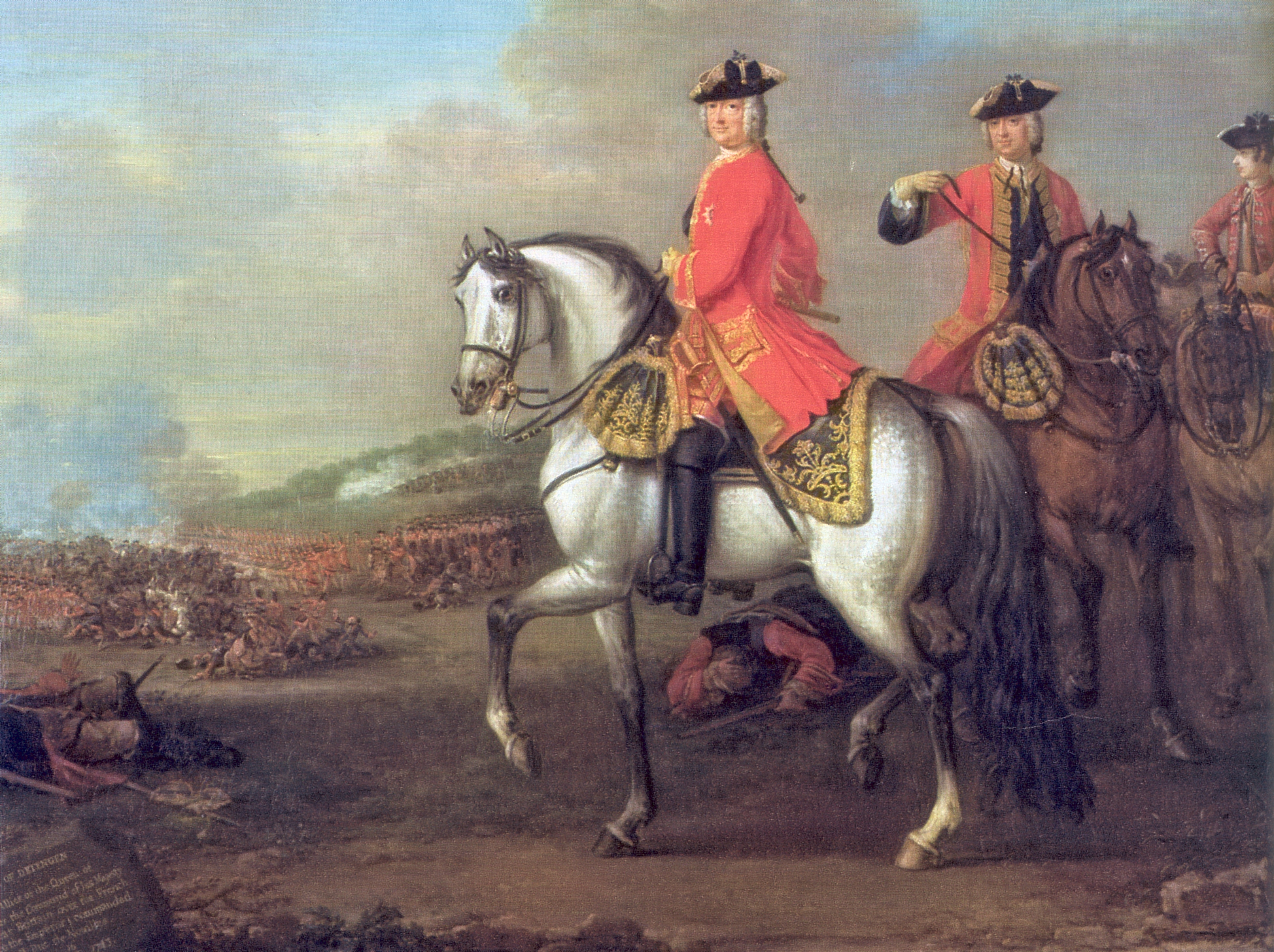
George II représenté à la bataille de Dettingen par John Wootton.

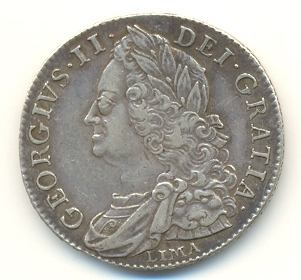
Pièce à l'effigie de George II datant de 1746. L'inscription est « GEORGIUS II DEI GRATIA » (« George II par la grâce de Dieu »). Le mot LIMA sous le visage du roi signifie que la pièce fut réalisée à partir de l'argent pris à la flotte espagnole au large de Lima au Pérou, lors de la guerre de Succession d'Autriche.

La faction belliciste était menée par Carteret qui avançait que la puissance française s'accroîtrait si Marie-Thérèse ne parvenait pas à monter sur le trône autrichien. George II accepta d'envoyer 12 000 mercenaires danois et hessiens en Europe pour soutenir ostensiblement Marie-Thérèse. Sans en discuter avec ses ministres, George II les stationna dans le Hanovre pour éviter une invasion française de l'électorat. L'armée britannique n'avait pas connu d'affrontement majeur en Europe depuis plus de vingt ans et le gouvernement avait négligé son entretien. George II avait essayé d'imposer un plus grand professionnalisme et la promotion par le mérite plutôt que par la vente des postes, mais sans grand succès. Une force coalisée de troupes autrichiennes, britanniques, hollandaises, hanovrienes et hessiennes engagea les Français à la bataille de Dettingen le 27 juin 1743. George les accompagna personnellement et remporta la bataille ; il est ainsi le dernier monarque britannique à avoir mené ses hommes au combat. Si ses actions lors de la bataille furent admirées, la guerre devenait de plus en plus impopulaire dans l'opinion publique qui considérait que le roi et Carteret mettaient les intérêts du Hanovre au-dessus de ceux de la Grande-Bretagne. Carteret perdit ses soutiens et démissionna en 1744 au regret de George II.
Les tensions s'accrurent avec la nouvelle administration Pelham, car George continuait de suivre les conseils de Carteret et rejetait les demandes pour faire entrer William Pitt l'Ancien dans le Cabinet, ce qui aurait accru les soutiens au gouvernement. Le roi n'appréciait pas Pitt car il s'était auparavant opposé aux politiques gouvernementales et avait attaqué les décisions jugées pro-hanovriennes. En février 1746, Pelham et ses partisans démissionnèrent. George II demanda à William Pulteney et à Carteret de former une administration mais, après 48 heures, ils démissionnèrent devant l'incapacité de réunir une majorité parlementaire. Pelham revint à son poste renforcé et George fut forcé de nommer Pitt au Cabinet.
Les adversaires français de George II encouragèrent la rébellion des jacobites, les partisans du prétendant catholique au trône britannique, Jacques François Stuart, souvent appelé le « Vieux Prétendant ». Stuart était le fils de Jacques II, qui avait été déposé en 1688 et remplacé par un roi protestant. Deux précédents soulèvements en 1715 et 1719 avaient échoué. En juillet 1745, le fils de Jacques François, Charles Édouard Stuart, communément appelé « Bonnie prince Charlie » ou le « Jeune Prétendant », débarqua en Écosse où le soutien pour sa cause était le plus élevé. George, qui se trouvait alors au Hanovre, revint à Londres à la fin du mois d'août. Les jacobites battirent les forces britanniques en septembre à la bataille de Prestonpans et avancèrent dans le sud de l'Angleterre jusqu'à Derby. Ils ne parvinrent cependant pas à obtenir plus de soutien, et les Français ne tinrent pas leurs promesses d'aides, malgré l'insistance du duc d'Eguilles qui accompagnait Charles Édouard dans ses campagnes en tant que représentant de Louis XV. Sur le conseil de ses généraux et en particulier de Georges Muray, Charles Édouard, démoralisé, accepta de ne pas avancer sur Londres et les troupes jacobites se retirèrent en Écosse. Le 16 avril 1746, Charles affronta le fils de George II, William, duc de Cumberland, à la bataille de Culloden, la dernière bataille rangée qu'ait connu le sol britannique. Les troupes jacobites furent défaites et Charles s'enfuit en France, mais beaucoup de ses partisans furent capturés et exécutés. Le jacobitisme fut écrasé et aucune autre tentative sérieuse pour restaurer la maison Stuart n'eut lieu. La diaspora jacobite s'installa définitivement sur le continent ou aux Amériques. Gérard Valin a retracé l'itinéraire de Charles Édouard après Culloden. La guerre de Succession d'Autriche continua jusqu'en 1748, lorsque Marie-Thérèse fut reconnue archiduchesse d'Autriche. La paix fut célébrée par une fête à Green Park à Londres pour laquelle Haendel composa Music for the Royal Fireworks.

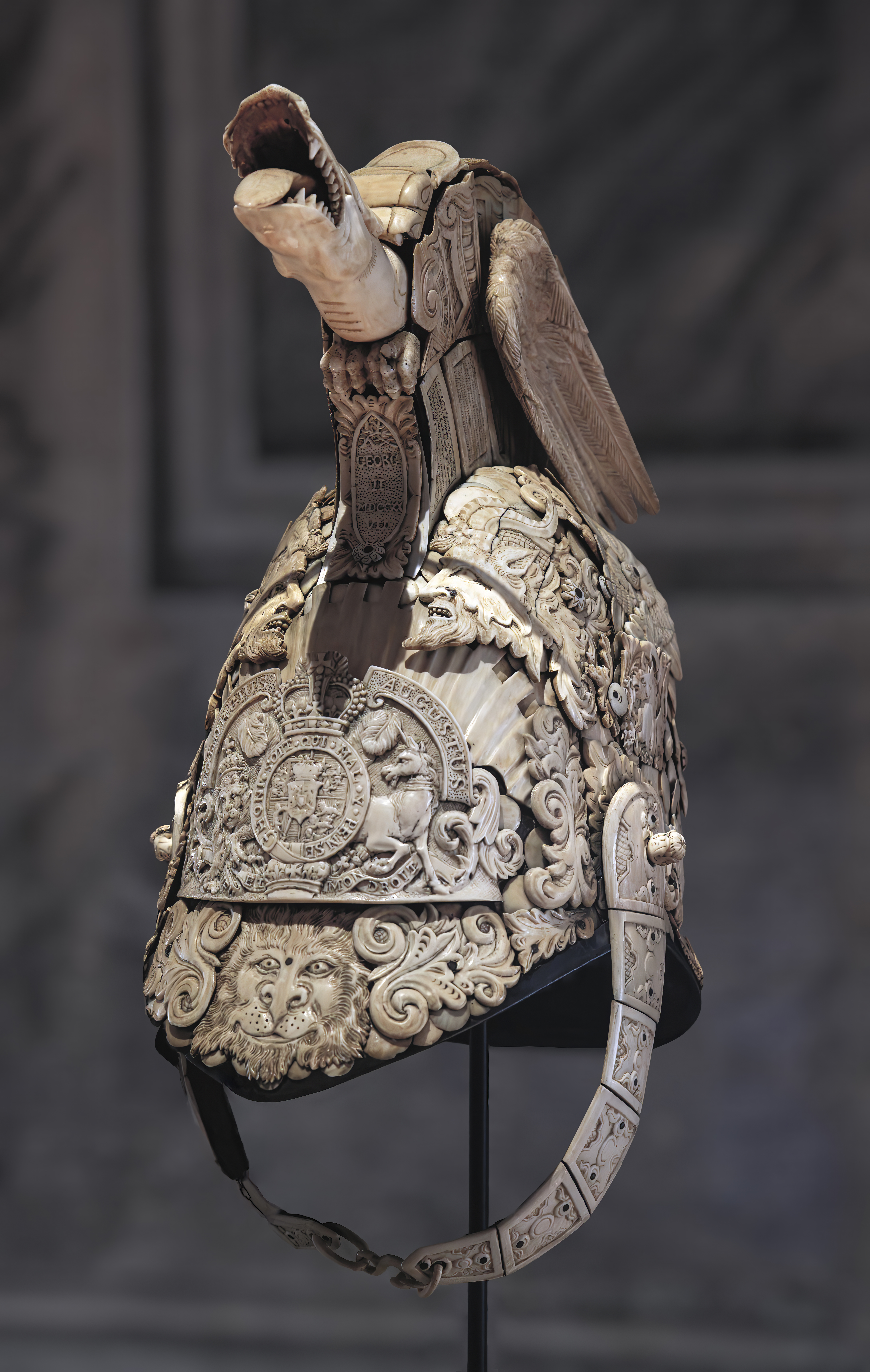
Casque d'apparat en ivoire du souverain Georges II, Musée Goya, Castres.

### Dernières années

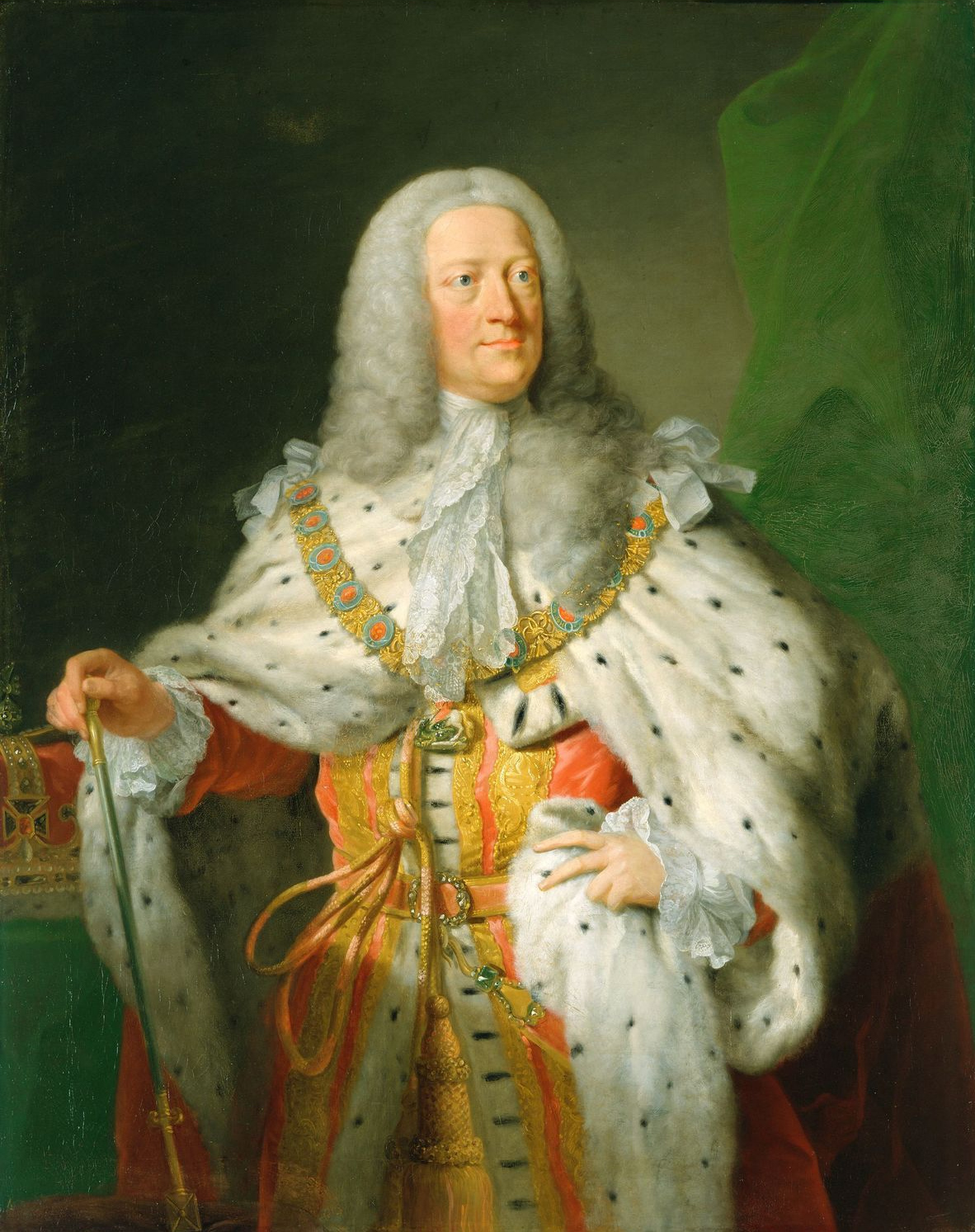
Portrait réalisé par John Shackleton après 1755.

Lors des élections générales de 1747, le prince de Galles fit activement campagne pour l'opposition mais le parti de Pelham arriva facilement en tête. Comme son père avant lui, le prince rassembla les figures de l'opposition à sa résidence de Leicester Square. Lorsque le prince de Galles mourut soudainement en 1751, son fils aîné George devint l'héritier présumé. Le roi compatit avec la princesse douairière de Galles et pleura avec elle. Comme son fils n'atteindrait pas sa majorité avant 1756, une nouvelle loi de régence la fit régente, assistée par un conseil mené par le duc de Cumberland dans le cas où George II mourrait. Le roi rédigea un nouveau testament faisant de Cumberland le seul régent du Hanovre. Après la mort de sa fille Louise à la fin de l'année, George se lamenta, « Cela a été une année fatale pour ma famille, J'ai perdu mon fils aîné - mais j'en suis heureux… Maintenant [Louise] est partie. Je sais que je n'ai pas aimé mes enfants quand ils étaient jeunes : je détestais les voir courir dans ma chambre ; mais maintenant je les aime comme la plupart des pères ».
À la mort d'Henri Pelham en 1754, son frère aîné Thomas Pelham le remplaça au poste de Premier ministre. Les tensions entre la France et la Grande-Bretagne, en particulier sur la colonisation en Amérique du Nord, se poursuivaient. Craignant une invasion du Hanovre par la France, George II se rapprocha de la Prusse, l'ennemi de l'Autriche. La Russie et la France s'allièrent avec l'Autriche, leur ennemi héréditaire. Une invasion française de Minorque contrôlée par les Britanniques déclencha la guerre de Sept Ans en 1756. Les inquiétudes publiques concernant les défaites britanniques du début du conflit entraînèrent la chute de Newcastle et la nomination de William Cavendish au poste de Premier ministre, et celle de William Pitt l'Ancien au Southern Secretary chargé des colonies. En avril de l'année suivante, George limogea Pitt dans une tentative de former une administration plus à son goût. Au cours des trois mois suivants, les tentatives pour former un gouvernement stable échouèrent. En juin, James Waldegrave ne resta à la tête du gouvernement que durant quatre jours. Au début du mois de juillet, Pitt fut rappelé et Thomas Pelham redevint Premier ministre. En tant que secrétaire d'État, Pitt guida la politique militaire. La Grande-Bretagne, le Hanovre, la Prusse et leurs alliés de Hesse-Cassel et de Brunswick-Wolfenbüttel étaient opposées à la France, à l'Autriche, à la Russie, à la Suède et à la Saxe. La guerre devint mondiale avec des combats en Amérique du Nord et en Inde, où la domination britannique fut renforcée par les victoires de Robert Clive à Arkât et à Plassey face aux Français et à leurs alliés.

### Fin de règne
Le fils de George II, William de Cumberland, commandait les troupes du roi en Allemagne du Nord. En 1757, le Hanovre fut envahi et George II donna les pleins pouvoirs à son fils pour signer une paix séparée. Cependant, la convention de Kloster Zeven signée en septembre le mit en colère car elle avantageait largement les Français. George II déclara que son fils « l'avait ruiné et s'était disgracié ». Cumberland choisit de quitter ses fonctions militaires qui ne connaissaient plus aucun succès depuis Culloden et George II révoqua l'accord de paix sous le prétexte que les Français l'avaient enfreint en désarmant les troupes hessiennes après le cessez-le-feu.
Lors de l'Annus mirabilis de 1759, les forces britanniques capturèrent Québec et la Guadeloupe. Une invasion française de la Grande-Bretagne fut évitée grâce aux victoires de Lagos et de Quiberon et une nouvelle offensive française dans le Hanovre fut stoppée par une force britannique et hanovrienne à la bataille de Minden.

### Mort du roi et succession
En octobre 1760, le roi était aveugle d'un œil et avait des difficultés d'audition. Le matin du 25 octobre, il se leva comme d'habitude à 6 h, but une tasse de chocolat chaud et se rendit seul à la chaise percée. Après quelques minutes, son valet entendit un bruit sourd, il entra dans la pièce et vit le roi étendu sur le sol. Le roi fut porté dans son lit et la princesse Amélie fut appelée mais il décéda avant son arrivée. À presque 77 ans, il était le plus vieux de tous les monarques britanniques. Le ventricule droit du cœur du roi s'était rompu à la suite d'un anévrisme aortique naissant.
Son petit-fils lui succéda sous le nom de George III et George II fut enterré le 11 novembre dans l'abbaye de Westminster. Il avait demandé que les côtés des cercueils de son épouse et du sien soient retirés pour que leurs restes soient réunis. Il fut le dernier monarque britannique à être enterré dans l'abbaye.

## Héritage

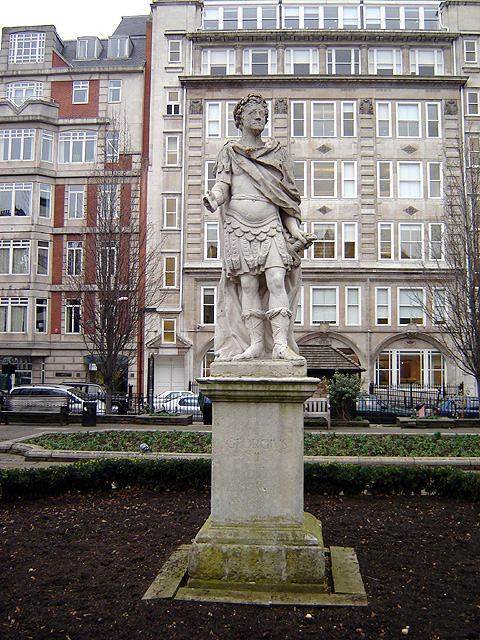
Statue réalisée par John Nost et installée en 1753 au Golden Square de Londres.

George offrit la bibliothèque royale au British Museum en 1757, quatre ans après la création du musée. Il ne s'intéressait pas à la lecture, aux arts ou à la science et préférait jouer aux cartes ou chasser. En 1737, il fonda l'université de Göttingen, la première université de l'électorat de Hanovre et il la visita en 1748 L'astéroïde (359) Georgia fut nommé en son honneur par l'université en 1902. Il fut chancelier de l'université de Dublin de 1716 à 1722 et en 1754 il délivra une charte pour le King's College de New York qui devint l'université Columbia. La province de Géorgie, fondée par une charte royale en 1732, fut nommée d'après lui.
Durant le règne de George II, les intérêts britanniques s'étendirent dans le monde entier, la menace jacobite fut éliminée et le pouvoir des ministres et du Parlement fut clairement défini. Néanmoins dans les mémoires de ses contemporains comme John Hervey et Horace Walpole, George est représenté comme un bouffon incapable, manipulé par son épouse et ses ministres. Les biographies de George II écrites au XIXe et au début du XXe siècle reposent sur ces rapports biaisés. Depuis le dernier quart du XXe siècle, les analyses de la correspondance ont indiqué que George II n'était pas aussi incapable que ce que l'on croyait. Les lettres des ministres sont annotées par des remarques pertinentes qui montrent que George II s'intéressait à la politique et à la politique étrangère en particulier. Il fut souvent capable d'empêcher la nomination de ministres ou de commandants qu'il n'aimait pas ou les pousser dans des rôles subalternes. Cette réévaluation de George II n'élimine cependant pas la perception populaire d'un « roi légèrement grotesque ». Son avarice, en particulier, a été souvent attaquée mais ses biographes observent que la parcimonie est préférable à l'extravagance. James Caulfeild excusa l'impatience de George II en expliquant que la sincérité est meilleure que la duplicité, « son tempérament était chaleureux et impétueux mais il était sincère. Incompétent dans l'art royal de la dissimulation, il était toujours ce qu'il paraissait être. Il offensait parfois mais il ne dupait jamais ». James Waldegrave écrivit « je suis profondément convaincu que dans le futur, lorsque le temps aura effacé les taches et les imperfections qui souillent les plus brillants personnages et dont aucun homme n'est exempt, il sera compté parmi ces rois patriotes sous lesquels le peuple a connu le plus grand bonheur ». George II n'a peut-être pas joué un rôle important dans l'histoire mais il fut parfois influent et il renforça le gouvernement constitutionnel. Elizabeth Montagu dit de lui, « avec lui nos lois et nos libertés étaient protégées, il possédait à un grand degré la confiance de son peuple et le respect des gouvernements étrangers ; et la certaine constance du personnage eut une grande importance dans ces temps perturbés… Son personnage ne sera pas le sujet d'une épopée héroïque mais il apparaîtra honnêtement dans les sobres pages de l'histoire ».

## Cinéma et télévision
Sauf indication contraire ou complémentaire, les informations mentionnées dans cette section peuvent être confirmées par l'encyclopédie de Hervé Dumont.
- 1936 : Olaf Hytten dans Le Dernier des Mohicans ;
- 1948 : Martin Miller dans La Grande Révolte ;
- 1951 : Ivan Triesault dans Dick Turpin, bandit gentilhomme ;
- 1957 : Mathias Wieman dans Un petit coin de paradis ;
- 1989 : Richard Harris dans King of the Wind ;
- 1999 : Clive Swift (en) dans Aristocrats ;
- 2011 : Richard Griffiths dans Pirates des Caraïbes : La Fontaine de jouvence.

## Titres et armoiries
En Grande-Bretagne :
- 20 novembre 1706 - 1er août 1714 : duc et marquis de Cambridge, comte de Milford Haven, vicomte Northallerton et baron de Tewkesbury[141] ;
- 1er août 1714 -27 septembre 1714 : Son Altesse Royale George Auguste, prince de Grande-Bretagne, prince-électeur de Brunswick-Lüneburg, duc de Cornouailles et de Rothesay, etc[142] ;
- 27 septembre 1714 - 22 juin 1727 : Son Altesse Royale le prince de Galles ;
- 22 juin 1727 - 25 octobre 1760 : Sa Majesté le roi.

Le titre complet de George II était « George le Second, par la grâce de Dieu, roi de Grande-Bretagne, de France, défenseur de la Foi, duc de Brunswick-Lüneburg, Architrésorier et prince-électeur du Saint-Empire romain germanique ». La France était incluse dans le titre suivant la tradition de revendication du trône de France issue de la période médiévale.
Lorsque George devint prince de Galles en 1714, il reçut les armoiries royales avec un écu de gueules dans le quart hanovrien différencié par un lambel de trois points argent. Les armes incluaient la crête royale avec la couronne à arche unique de son rang et le support soutenant sur l'épaule un lambel similaire. En tant que roi, il utilisa les armoiries royales employées par son père.

Armoiries du prince George de Hanovre 1698-1714.
Armes du prince George de Galles 1714-1727.
Armoiries du roi George II 1727-1760.

## Descendance
Les dix grossesses de Caroline débouchèrent sur neuf naissances. Un des enfants mourut en bas âge et sept atteignirent l'âge adulte. George William Grande-Bretagne
| Nom                     | Naissance        | Mort             | Notes                                                                                         |
| ----------------------- | ---------------- | ---------------- | --------------------------------------------------------------------------------------------- |
| Frédéric de Galles      | 1er février 1707 | 31 mars 1751     | Mariage en 1736 avec Augusta de Saxe-Gotha-Altenbourg ; neuf enfants dont le futur George III |
| Princesse Anne          | 2 novembre 1709  | 12 janvier 1759  | Mariage en 1734 avec Guillaume IV d'Orange-Nassau ; cinq enfants                              |
| Princesse Amélie        | 10 juin 1711     | 31 octobre 1786  | Célibataire                                                                                   |
| Princesse Caroline      | 10 juin 1713     | 28 décembre 1757 | Célibataire                                                                                   |
| Fils mort-né            | 20 novembre 1716 | 20 novembre 1716 | Mort le jour de sa naissance                                                                  |
| Prince George William   | 13 novembre 1717 | 17 février 1718  | Mort en bas âge                                                                               |
| Prince William Augustus | 15 avril 1721    | 31 octobre 1765  | Célibataire                                                                                   |
| Princesse Marie         | 5 mars 1723      | 14 janvier 1772  | Mariage en 1740 avec Frédéric II de Hesse-Cassel ; quatre enfants                             |
| Princesse Louise        | 18 décembre 1724 | 19 décembre 1751 | Mariage en 1743 avec Frédéric V de Danemark ; cinq enfants                                    |

Du fait des nombreux mariages entre les membres des familles royales européennes, l'actuel roi du Royaume-Uni Charles III est douze fois son descendant direct.